# Edmond Grey (1er comte de Kent)
Edmond Grey (26 octobre 1416 – 22 mai 1490), 4e baron Grey de Ruthyn, 1er comte de Kent, était un noble anglais.

## Biographie
Edmond Grey est le fils aîné de John Grey et de Constance Holland. Son père est le fils et héritier de Reginald Grey, qui possède des terres dans les Marches galloises, tandis que sa mère est une petite-fille de Jean de Gand, troisième fils d'Édouard III. Edmond succède à son grand-père Reginald en 1440, son père John étant décédé en 1439, et sert le roi Henri VI en Aquitaine. Adoubé en octobre 1440, il épouse Katherine Percy, fille du comte de Northumberland, qui lui donne sept enfants.
Edmond Grey participe à la guerre des Deux-Roses. Initialement un partisan de la Maison de Lancastre, il rallie la Maison d'York lors de la bataille de Northampton le 10 juillet 1460. Sa trahison conduit à la défaite des Lancastre et à la capture d'Henri VI. À l'accession au trône du yorkiste Édouard IV en 1461, il est récompensé pour sa fidélité. Il sert comme Lord grand trésorier du roi de juin 1463 à novembre 1464 et est créé comte de Kent le 30 mai 1465. Edmond Gret meurt en 1490. Son fils aîné Anthony étant mort de son vivant, c'est son deuxième fils George qui hérite de ses titres et biens.